# Tsjchorotskoe (gemeente)
Tsjchorotskoe (Georgisch: ჩხოროწყუს მუნიციპალიტეტი, Tsjchorotskoes moenitsipaliteti) is een gemeente in het noordwesten van Georgië met bijna 21.000 inwoners (2023), gelegen in de regio Samegrelo-Zemo Svaneti. De gelijknamige stad is het bestuurlijk centrum. De gemeente heeft een oppervlakte van 619,4 km² en ligt langs de zuidrand van de Grote Kaukasus bergketen, meer specifiek het Egrisigebergte, waar deze overgaat in het Colchis-laagland. De gemeente ligt in de historische regio Mingrelië, ook wel Samegrelo genoemd.

## Geschiedenis
Na het uiteenvallen van het Koninkrijk Georgië in de 15e eeuw lag het gebied van Tsjchorotskoe in het vorstendom Mingrelië (of ook wel Odisji en Samegrelo) en stond het onder de heerschappij van de adellijke Dadiani-familie. Het werd eeuwenlang feitelijk gedomineerd door het Ottomaanse Rijk, maar vanaf de 18e eeuw verloren zij het gezag. Toen het keizerrijk Rusland in 1810 overging tot de annexatie van West-Georgië werd de Russische bestuurlijke indeling langzamerhand ingevoerd die de basis legde voor de hedendaagse indeling.

### In het Russisch Rijk

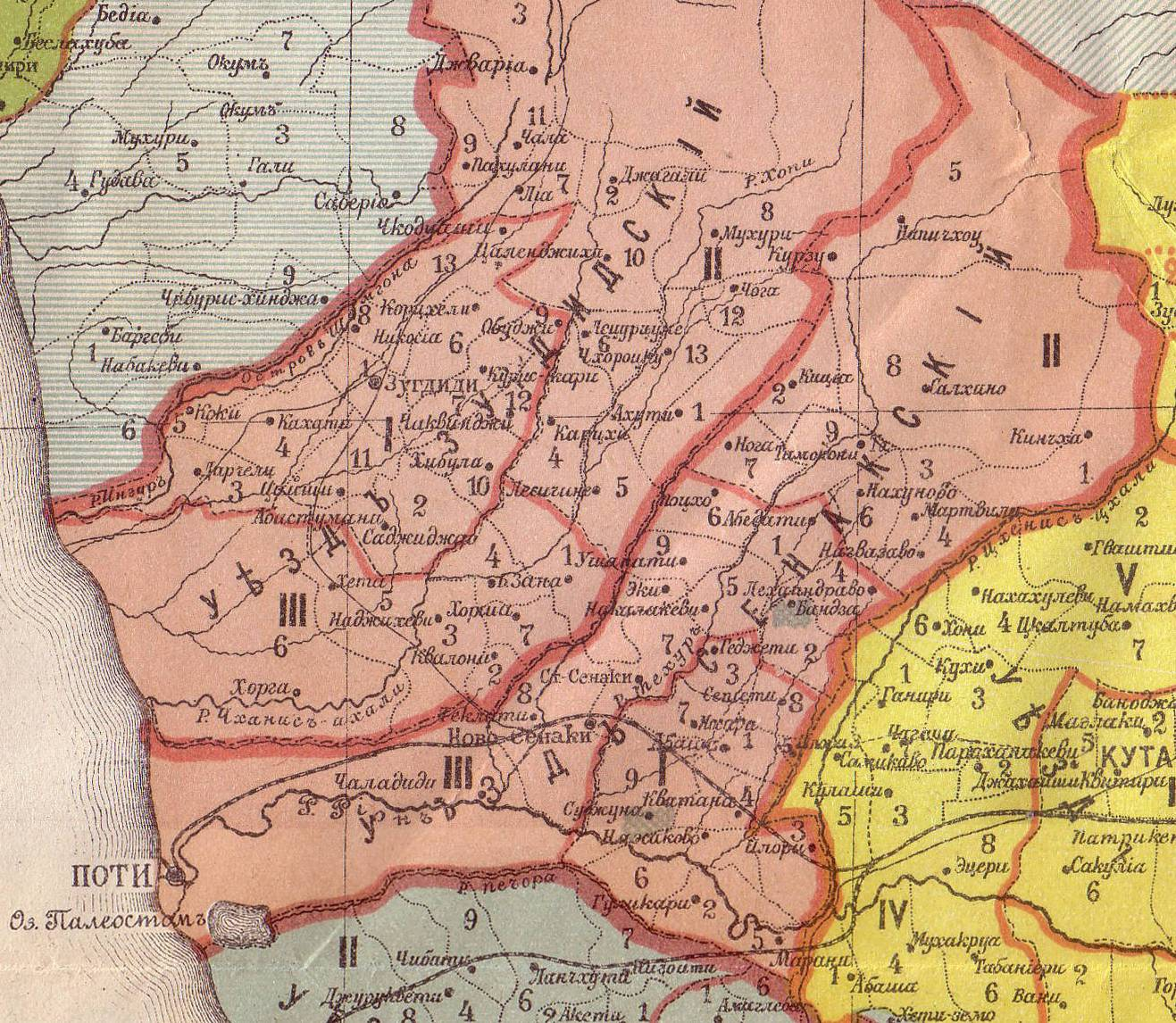
Oejezd Zoegdidi met district Tsalendzjicha (II, middenboven).

In 1867 werd Mingrelië volledig geannexeerd door het Russisch Rijk en werd het opgenomen in het gouvernement Koetais. Daarbinnen werd het oejezd Zoegdidi opgericht. Het oejezd, ook wel mazra genoemd in het Georgisch, omvatte het gebied van de hedendaagse gemeenten Zoegdidi, Tsalendzjicha, Tsjchorotskoe en het grootste deel van Chobi.
Het oejezd was onderverdeeld in drie districten, zogeheten oetsjastoks, waaronder het oetsjastok Tsalendzjicha (Цаленджихскій участокъ, Tsalendzjichskiy oetsjastok), waar het gebied van Tsjchorotskoe onder viel. In 1886 had dit district in totaal 41.950 inwoners, 40% van alle inwoners van het oejezd Zoegdidi.

### Moderne district
Bij de bestuurlijke herindelingen van de Sovjet-Unie werd in 1930 het rajon (district) Tsjchorotskoe opgericht, dat in oppervlak overeenkomt met de hedendaagse gemeente. In het onafhankelijke Georgië werd het district Tsalendzjicha in 1995 onderdeel van de nieuw opgerichte regio (mchare) Samegrelo-Zemo Svaneti en in 2006 werd het district omgevormd naar een gemeente (municipaliteit), waarbij het dezelfde omvang behield.

## Geografie
Tsjchorotskoe grenst aan in totaal zeven verschillende gemeentes. In het westen ligt de gemeente Tsalendzjicha, in het noorden Mestia en Lentechi (regio Ratsja-Letsjchoemi en Kvemo Svaneti) en in het oosten de gemeente Martvili. De zuidelijke punt van Tsjchorotskoe grenst aan drie gemeentes: Senaki, Chobi en Zoegdidi.

### Egrisigebergte
Het noorden van de gemeente Tsjchorotskoe ligt in het Egrisigebergte, een subgebergte van de Grote Kaukasus, terwijl het zuidelijke deel in het Colchis-laagland ligt. De hoogste berg van het Egrisigebergte, de Tsjitagvala (Georgisch: ჭითაგვალა) met een top 3.226 meter boven zeeniveau, ligt op de gemeentegrens met Tsalendzjicha. De noordgrens van Tsjchorotskoe loopt over de bergkam van dit gebergte.
De geografie van de langwerpige gemeente wordt verder bepaald door de rivieren die vanuit het gebergte in zuidelijke richting door de gemeente stromen, waarvan de Chobi (Chobistschali) de belangrijkste is.

## Demografie
Begin 2024 telde de gemeente Tsjchorotskoe 20.506 inwoners, een daling van 8% ten opzichte van de volkstelling van 2014. Het aantal inwoners in de hoofdplaats Tsjchorotskoe daalde met 22%.
| Gemeente Tsjchorotskoe                                                  | - | -   | 28.578 | 27.647 | 30.784 | 31.404 | 29.840 | 30.124 | 22.309 | 21.490 | 20.506 |  |  |  |
|                                                                         |   |     |        |        |        |        |        |        |        |        |        |  |  |  |
| Tsjchorotskoe                                                           | - | 989 | 1.640  | 2.383  | 2.963  | 3.500  | 4.770  | 5.040  | 3.141  | 2.794  | 2.452  |  |  |  |
| Verantwoording data: Bevolkingsstatistiek Georgië 1897 tot heden. Noot: |   |     |        |        |        |        |        |        |        |        |        |  |  |  |

### Etniciteit en religie

Otsindale kerk

De bevolking van Tsjchorotskoe was volgens de volkstelling van 2014 praktisch mono-etnisch Georgisch (99,7%) met enkele tientallen Russen als voornaamste etnische minderheid. Volgens dezelfde volkstelling was 99,0% van de bevolking Georgisch-Orthodox. De enige geloofsminderheden waren enkele tientallen moslims (0,2%) en jehova's (0,2%).

## Administratieve onderverdeling

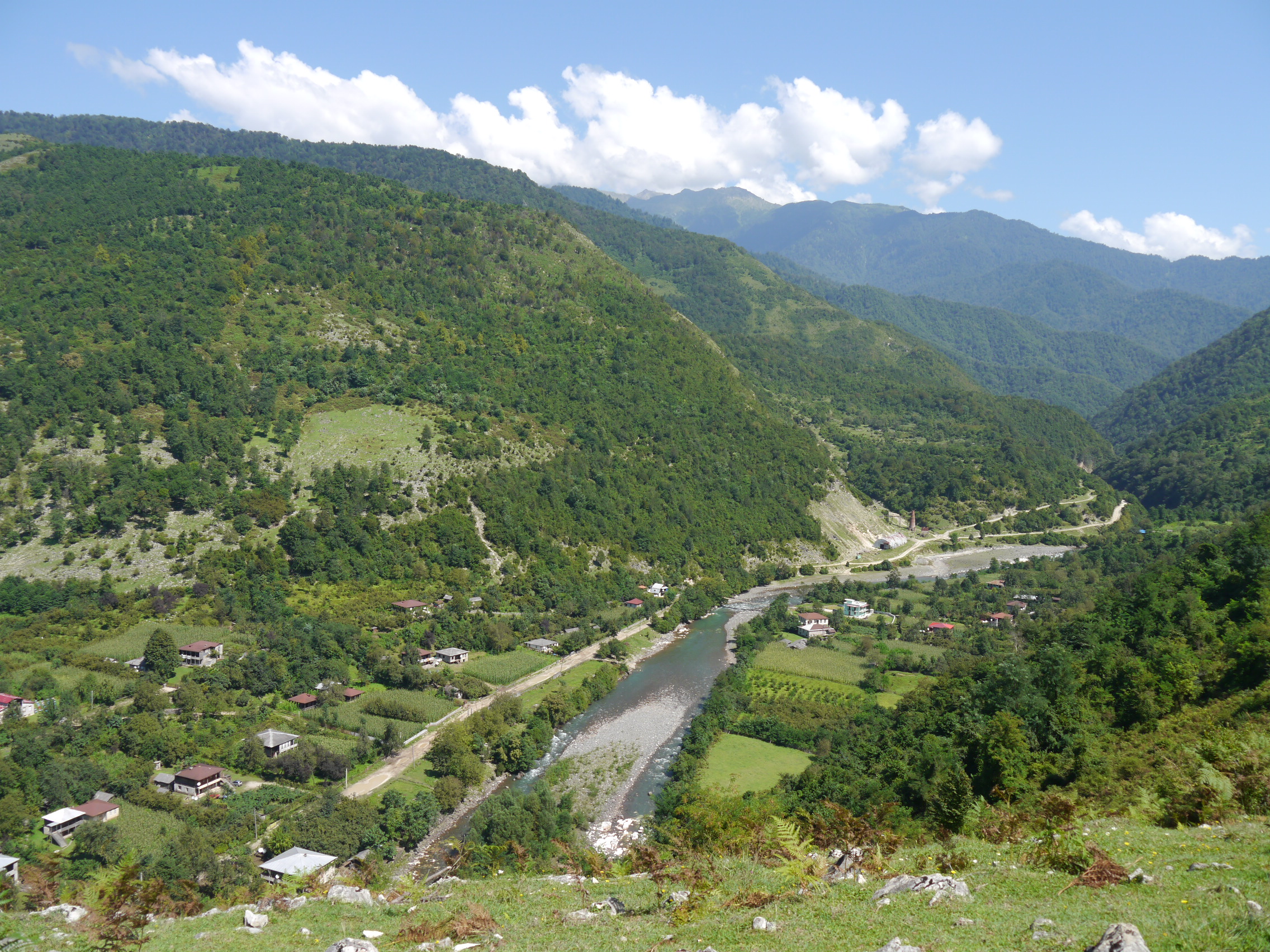
Lugela-vallei in het Egrisigebergte.

De gemeente Tsjchorotskoe is administratief onderverdeeld in 13 gemeenschappen (თემი, temi) met in totaal 30 dorpen (სოფელი, sopeli) en één stad, het bestuurlijk centrum Tsjchorotskoe.

## Bestuur
De gemeenteraad van Tsjchorotskoe (Georgisch: საკრებულო, sakreboelo) wordt elke vier jaar gekozen in een gemengd kiesstelsel. Een deel wordt via enkelvoudige kiesdistricten gekozen en een deel via evenredige vertegenwoordiging van gesloten partijlijsten, waarvoor een kiesdrempel geldt van drie procent. Tsjchorotskoe was in 2021 een van de zeven gemeenten waar de heersende Georgische Droom geen meerderheid wist te behalen en het bestuur verloor.
| Samenstelling Sakrebulo (zetels per partij) | Samenstelling Sakrebulo (zetels per partij) | Samenstelling Sakrebulo (zetels per partij) | Samenstelling Sakrebulo (zetels per partij) | Samenstelling Sakrebulo (zetels per partij) |
| Partij                                      | Partij                                      | 2014                                        | 2017                                        | 2021                                        |
| ------------------------------------------- | ------------------------------------------- | ------------------------------------------- | ------------------------------------------- | ------------------------------------------- |
|                                             | Georgische Droom (GD)                       | 13                                          | 20                                          | 12                                          |
|                                             | Verenigde Nationale Beweging (UNM)          | 6                                           | 4                                           | 7                                           |
|                                             | Voor Georgië                                |                                             |                                             | 7                                           |
|                                             | Onafhankelijken                             | 8                                           |                                             |                                             |
|                                             | Overige partijen                            | 2                                           | 4                                           | 1                                           |
| Totaal                                      | Totaal                                      | 28                                          | 28                                          | 27                                          |

## Vervoer

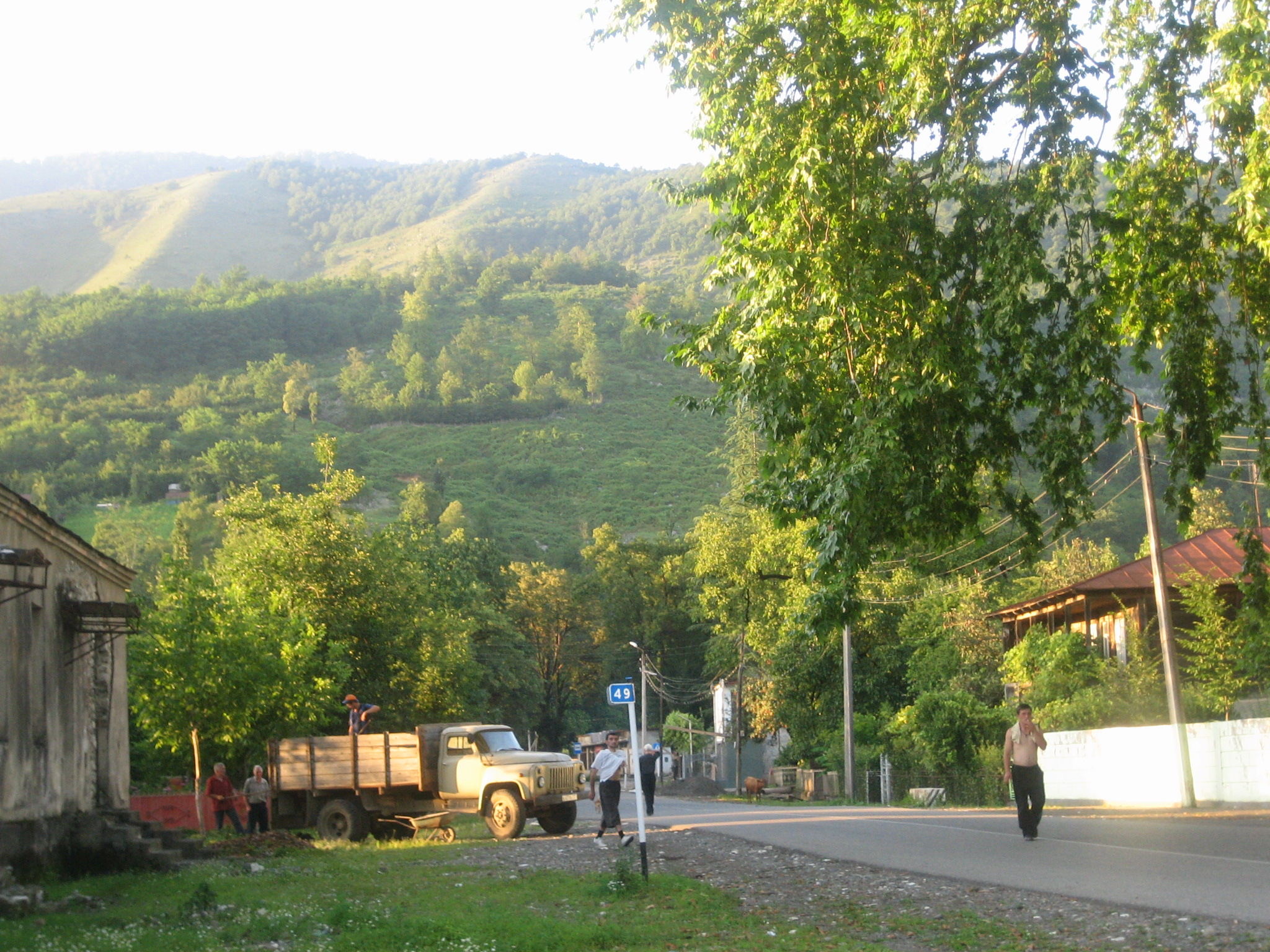
Nationale weg Sh6 door Moechoeri.

Door de ligging in het Colchis laagland is Tsjchorotskoe goed aangesloten op het regionale wegennetwerk. Het centrum Tsjchorotskoe is een kruispunt van regionale hoofdwegen, in voornamelijk noord-zuid richting zoals de nationale route Sh6 uit Senaki, Sh84 uit Zoegdidi en de Sh85 uit Martvili. Tevens verbindt de Sh87 de gemeente met Chobi. De dichtstbijzijnde spoorwegstations zijn in Zoegdidi en Senaki en er zijn geen burgervliegvelden in de nabijheid.